# Yoshizumi Ishino
Yoshizumi Ishino (石野 良純, 1957) és un biòleg molecular japonès, conegut pel seu descobriment de la seqüència d'ADN de repeticions palindròmiques curtes en clúster regularment interespaiades (CRISPR).

## Biografia
Ishino va néixer a la prefectura de Kyoto, Japó. Va rebre la seva llicenciatura, màster i doctorat el 1981, 1983 i 1986, respectivament, a la Universitat d'Osaka. De 1987 a 1989, va exercir com a becari postdoctoral al laboratori de Dieter Söll a la Universitat Yale.
El 2002, es va convertir en professor a la Universitat de Kyushu. Des de l'octubre de 2013, és membre de l'Institut d'Astrobiologia de la NASA, Universitat d'Illinois a Urbana-Champaign.
Després de completar el seu doctorat, Ishino es va convertir en investigador principal del Centre de Desenvolupament de Bioproductes de Takara Shuzo. Més tard, es va incorporar al BERI (Institut de Recerca en Enginyeria Biomolecular), en el qual va dur a terme investigacions sobre enzims relacionats amb els àcids nucleics.

## Contribucions
Ishino ha contribuït al desenvolupament de l'enzimologia i la investigació dels àcids nucleics durant la seva vida. El gen "iap" del microbi intestinal E. coli va ser seqüenciat per Ishino i els seus col·legues el 1987. Com que el segment d'ADN utilitzat era més llarg que el gen mateix, van descobrir accidentalment una seqüència d'ADN parcial de CRISPR llavors sense nom en el procés, que finalment es convertiria en la base de l'edició del gen CRISPR. Ishino va ser un dels primers científics que va detectar CRISPR a E. coli. El 1990, va començar a investigar la replicació de l'ADN dels microorganismes al domini Archaea.